# شبيهات العظايا الحرشفية
شبيهات العظايا الحرشفية (الاسم العلمي: Lepidosauriformes) هي فوق رتبة من الزواحف تتبع أشباه العظايا الحرشفية من طائفة العظايا الحرشفية.

## التصنيف
- الحرشفيات
  - الثعابين
    - أحناش وأشباهها
      - الأفعويات